# Kommunistische Partei Maltas
Die Kommunistische Partei Maltas (maltesisch Partit Komunista Malti, PKM; englisch Communist Party of Malta, CPM) ist eine kommunistisch ausgerichtete politische Partei der Republik Malta.

## Geschichte
Die Kommunistische Partei Maltas wurde 1969 von ehemaligen Mitgliedern der Partit Laburista auf einem klandestinen Kongress in Gwardamanġa gegründet. Im Jahr 1987 nahm die PKM erstmals an Wahlen zum maltesischen Repräsentantenhaus teil, verfehlte mit 0,1 % der abgegebenen Erstpräferenzen jedoch den Einzug in das Parlament. Seither nahm sie weder an nationalen Wahlen, noch an den maltesischen Wahlen zum Europaparlament teil.

## Internationale Organisation
Die Partei engagiert sich bei dem Internationalen Treffen Kommunistischer und Arbeiterparteien, welches ihre Vertreter bis in das Jahr 2019 hinein fünf Mal besuchten. Bei zwei weiteren Treffen übermittelte die Partei ein Grußwort.
Von ihrer Gründung 2013 bis zu ihrer Auflösung 2023 war die PKM Mitglied der Initiative kommunistischer und Arbeiterparteien Europas.

## Inhaltliche Ausrichtung
Wie durch die Mitgliedschaft in der INITIATIVE und dem Internationalen Treffen, bereits auf organisatorischer Ebene nahegelegt, bezeichnet die PKM sich selbst als marxistisch-leninistisch, ist jedoch in ihrer realen Positionierung für verschiedene kommunistische Strömungen offen und unterstützte sozialdemokratische Regierungen. Die PKM bezog sich positiv auf die Chuch’e-Ideologie, die offizielle Ideologie der Demokratischen Volksrepublik Korea.

## Generalsekretäre
| Name              | Amtszeit (Beginn) | Amtszeit (Ende) |
| ----------------- | ----------------- | --------------- |
| Anthony Vassallo  | 1969              | 2014            |
| Victor Degiovanni | 2014              |                 |